# جشنواره جهانی سینمای تبعید

پوستر یکی از دوره‌های جشنواره

جشنواره جهانی سینمای تبعید (به انگلیسی: International Exile Film Festival)، یک جشنواره سینمایی مستقل در سوئد است که هر دو سال یکبار در گوتنبرگ برپا می‌شود.
جشنواره جهانی سینمای تبعید در آغاز با عنوان جشنواره سینمای ایران در تبعید تنها به ساخته‌های سینماگران مهاجر ایرانی اختصاص داشت ولی از سال ۱۹۹۳ حیط فعالیت خود را به آثار همه فیلمسازان تبعیدی یا آثار فیلمسازان با موضوع تبعید اختصاص داد.
تازه‌ترین دوره جشنواره در اکتبر ۲۰۰۹ برگزار شد.

تالار هاگابیون، محل دفتر و از تالارهای اصلی جشنواره در مرکز گوتنبرگ

مدیریت این جشنواره به عهده حسین مهینی است. سیروس وقوعی، منتقد سینما مقیم استکهلم، از همکاران این جشنواره است.

## منبع
- گفتگوی رادیو زمانه با حسین مهینی، مدیر جشنواره جهانی سینمای تبعید